# Bhubaneswar
Bhubaneswar (oriya: ଭୁବନେଶ୍ବର) és una ciutat i municipalitat d'Orissa, Índia, capital de l'estat. Segons el cens del 2001 la població era de 647.302 habitants.
Va ser declarada capital el 1948. La moderna ciutat fou dissenyada per l'arquitecte alemany Otto Königsberger el 1946 encara que el seu creixement els darrers anys ha trencat els esquemes previstos.
Bhubaneswar va ser convertida en Consell d'Àrea Notificada el 1952, i elevada a municipalitat el 1979; el 1992 va obtenir l'estatus de Corporació Municipal modificat el 2003. La modern ciutat está dividida en 47 juntes.

## Galeria

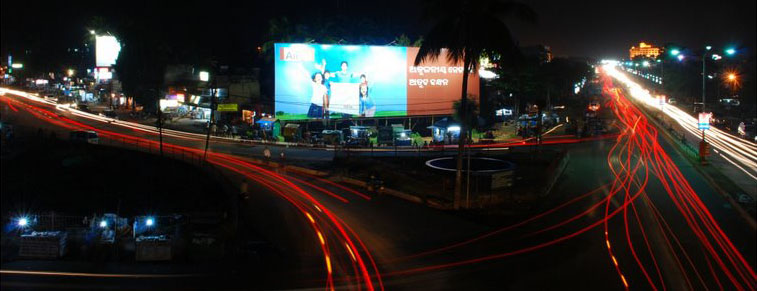
Jaydev Vihar Interchange
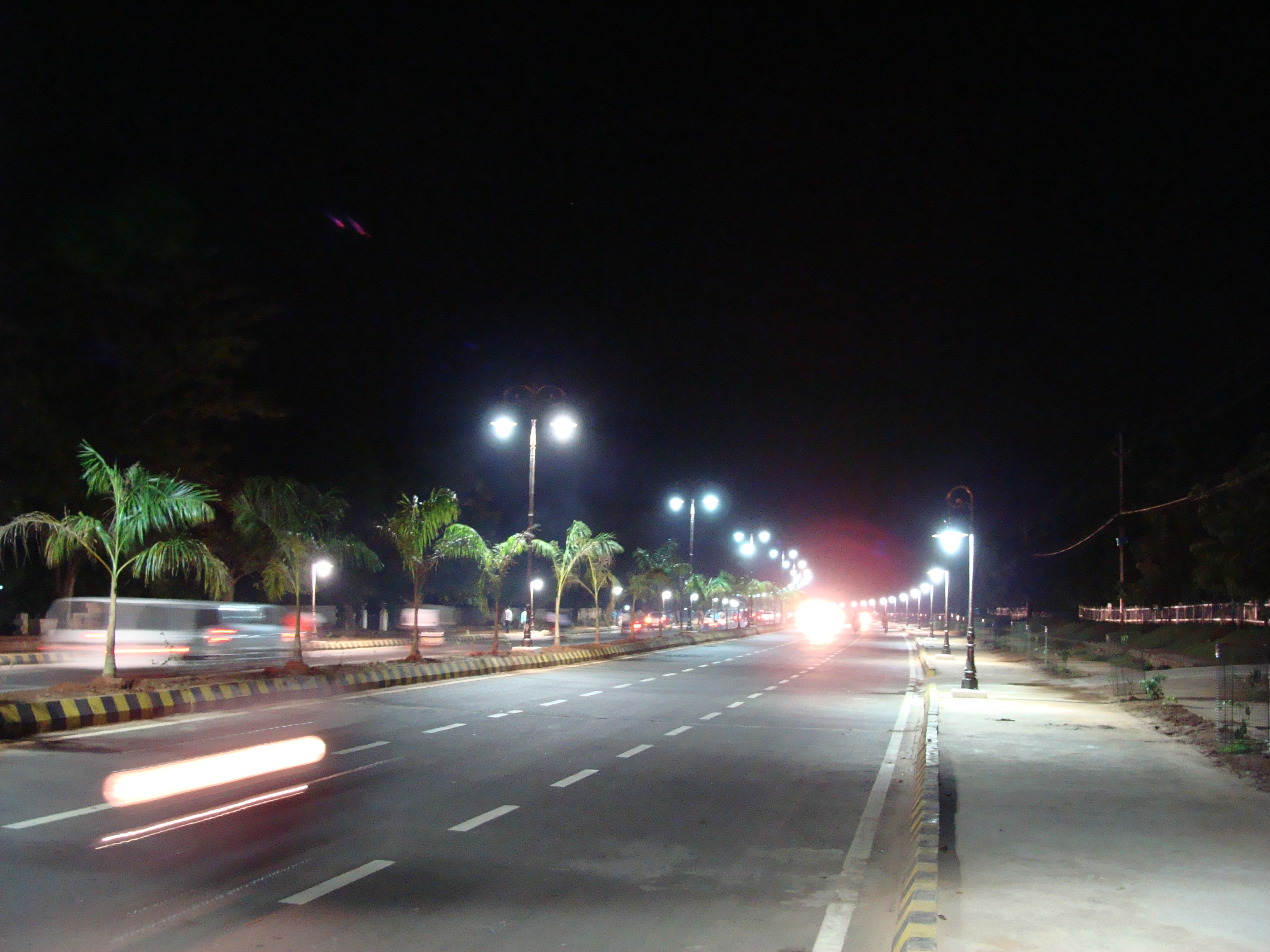
Rajpath de nit
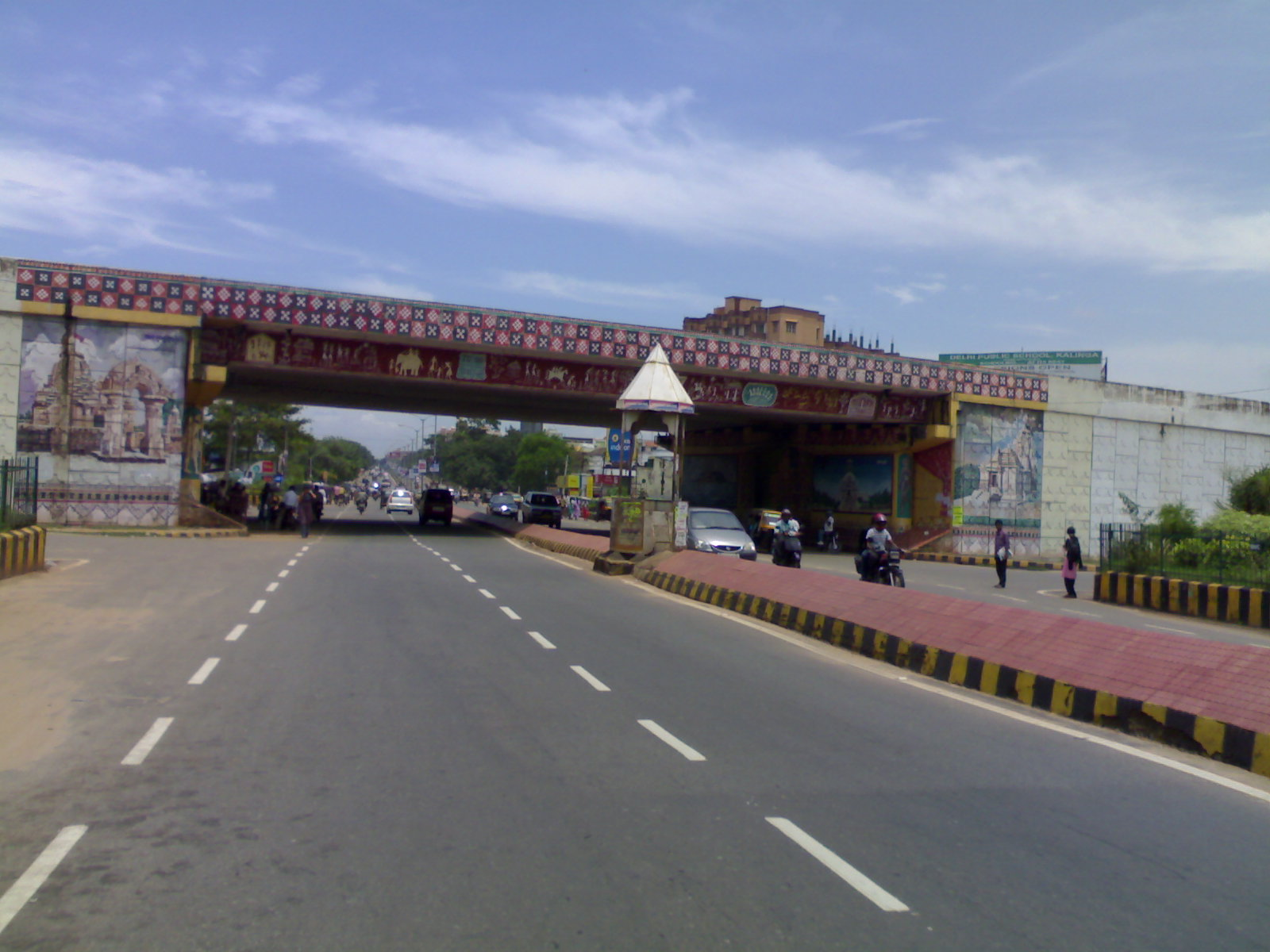
Jaydev Vihar Bhubaneswar
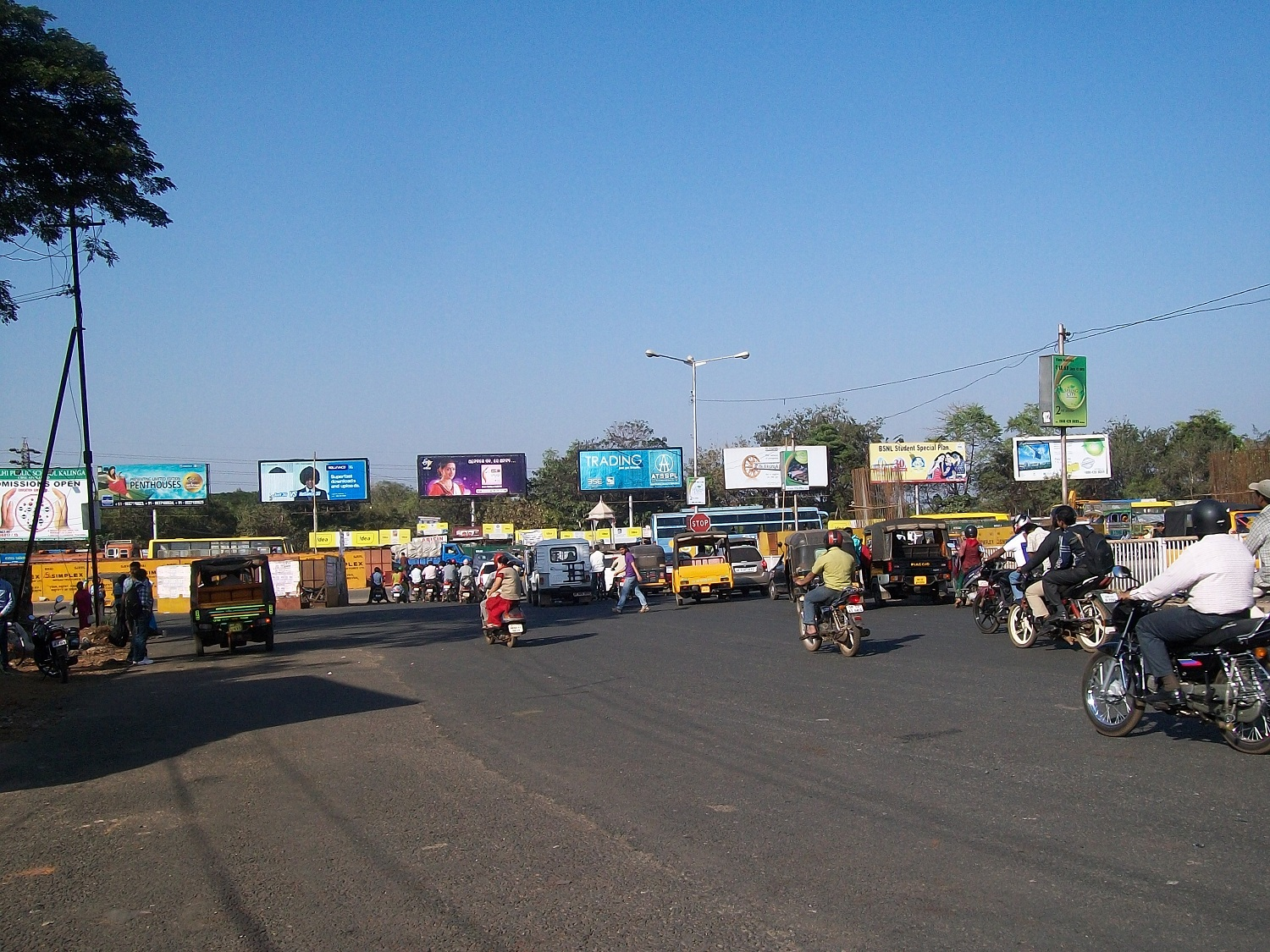
Vani Vihar Square